# Ras al-Ma’arra
Ras al-Ma’arra (arab. رأس المعرة) – miejscowość w Syrii, w muhafazie Damaszek. W 2004 roku liczyła 8520 mieszkańców.